# 철권을 가진 사나이
《철권을 가진 사나이》(영어: The Man with the Iron Fists)는 2012년 공개된 미국의 무예 영화이다.

## 출연
- RZA
- 릭 윤
- 러셀 크로
- 루시 루
- 데이브 버티스타
- 제이미 정
- 컹 리
- 바이런 맨
- 팸 그리어
- 오스릭 차우
- MC 진
- 대니얼 우
- 황즈치
- 천관타이
- 량자런
- 인쯔웨이
- 류자후이
- 존 T. 벤

## 기타 제작진
- 분장 부문: 제이크 가버
- 제작 관리: 크리스토퍼 베이츠